# 339
El 339 (CCCXXXIX) fou un any comú començat en dilluns del calendari julià.

## Esdeveniments
- L'emperador Constanci II es volca en els seus territoris de l'est, enfonsant-se al rei persa una Pèrsia Sapor II que està atacant Mesopotàmia. Durant els propers 11 anys, les dues potències s'enfrontaran a una guerra d'escaramusses frontereres, sense cap vencedor real.[1]
- Es prohibeix el matrimoni entre jueus i cristians a l'Imperi Romà.[2]
- Tigranes VII d'Armènia esdevé rei d'Armènia.